# Almost Family
Almost Family es una serie de televisión de drama estadounidense desarrollada por Annie Weisman, basada en la serie de televisión australiana Sisters creada por Jonathan Gavin e Imogen Banks. La serie tuvo su estreno 2 de octubre de 2019 por Fox y está protagonizada por Brittany Snow, Emily Osment y Megalyn Echikunwoke.
El 2 de marzo de 2020, FOX canceló la serie tras una temporada.

## Argumento
Cuando se revela que Leon Bechley (Timothy Hutton), un médico especialista en fertilidad, utilizó su propio esperma para concebir al menos 100 niños a lo largo de su carrera, Julia Bechley (Brittany Snow) se pone en contacto con dos de sus medias hermanas, incluida su examiga Edie Palmer (Megalyn Echikunwoke), y la atleta olímpica retirada Roxy Doyle (Emily Osment), ya que todas se enfrentan a problemas que han estado afectando sus vidas.

## Elenco
- Brittany Snow como Julia Bechley
- Emily Osment como Roxy Doyle
- Megalyn Echikunwoke como Edie Palmer
- Mo McRae como Tim Moore
- Mustafa Elzein como Isaac Abadi
- Victoria Cartagena como Amanda
- Timothy Hutton como Leon Bechley

## Episodios
| N.º | Título             | Dirigido por               | Escrito por                       | Fecha de emisión original | Audiencia (millones) |
| --- | ------------------ | -------------------------- | --------------------------------- | ------------------------- | -------------------- |
| 1 | «Pilot»            | Leslye Headland            | Annie Weisman                     | 2 de octubre de 2019      | 2.73                 |
| El mundo de Julia Bechley está al revés cuando su padre, el renombrado especialista en fertilidad Leon Bechley, sufre un ataque cardíaco después de ser acusado públicamente de usar su propio esperma para engendrar a muchos de los hijos de sus pacientes. En un intento por controlar los daños, anuncia que cualquiera que sospeche que Leon es su padre puede hacerse una prueba de ADN gratuita en la clínica. Edie Palmer es una abogada exitosa en un matrimonio fracasado, y cuando descubre que su madre le ocultó la verdad de su parentesco, trata de encontrar consuelo iniciando una aventura con otra mujer, Amanda. Roxy Doyle, una exatleta olímpica fracasada, se aleja de sus padres que no la apoyan y se acerca a Julia, quien inicialmente la rechaza antes de permitirle a regañadientes que se quede en su apartamento. Los resultados de la prueba confirman que las tres mujeres son hermanas biológicas, y deciden tratar de identificar a otros hermanos potenciales. La oficina de Amanda anuncia que, basándose en las pruebas que Julia proporcionó por enojo por la traición de su padre, Leon no será acusado de fraude, sino de agresión sexual.                                                                      |                    |                            |                                   |                           |                      |
| 2 | «Related AF»       | Randy Zisk                 | Annie Weisman                     | 9 de octubre de 2019      | 2.33                 |
| Leon es puesto en arresto domiciliario a pesar de las protestas de Edie. Julia se entera de que los directores de la clínica han votado a favor de poner fin a su empleo. Frustrada porque está siendo castigada por los errores de su padre, le dice a Roxy que lo controle; Roxy termina pasando todo el día con su padre y llega a creer en su inocencia. Tim sospecha cada vez más que su esposa está teniendo una aventura, especialmente cuando la firma la asigna al vino y cena Amanda para tratar de llegar a un acuerdo. Cuando Roxy regresa a casa, ella y Julia discuten, y Roxy se va; su padre la echa de su casa cuando ella dice que Leon es su verdadero padre. Roxy va al apartamento de Leon, le corta el monitor del tobillo y lo lleva a su antigua oficina. A cambio, se ofrece a ayudarla a superar su adicción a las drogas. Sin querer, Amanda, Edie y Julia les avisaron y lograron que regresaran a casa a salvo. Julia se entera de que su padre le dejó la propiedad de la clínica en caso de que él no pudiera dirigir. Leon es liberado del arresto domiciliario y Roxy se ofrece como voluntaria para cuidarlo. Julia más tarde es testigo de los besos de Amanda y Edie, y apenas impide que Tim los atrape en el acto. |                    |                            |                                   |                           |                      |
| 3 | «Notorious AF»     | Jonathan Brown             | Ian Deitchman & Kristin Robinson  | 16 de octubre de 2019     | 2.17                 |
| 4 | «Fake AF»          | Michael Weaver             | Ellen Fairey                      | 13 de noviembre de 2019   | 1.58                 |
| 5 | «Risky AF»         | Kellie Cyrus               | Joshua Allen                      | 20 de noviembre de 2019   | 1.73                 |
| 6 | «Kosher AF»        | Tricia Brock               | Michelle Lirtzman                 | 27 de noviembre de 2019   | 1.32                 |
| 7 | «Thankful AF»      | Catalina Aguilar Mastretta | Abdi Nazemian                     | 28 de noviembre de 2019   | 1.12                 |
| 8 | «Fertile AF»       | Peter Sollett              | Annie Weisman                     | 11 de diciembre de 2019   | 2.08                 |
| 9 | «Rehabilitated AF» | Arlene Sanford             | Ian Deitchman & Kristin Robinson  | 1 de enero de 2020        | 1.06                 |
| 10 | «Courageous AF»    | Tim Bellen                 | Zina Camblin                      | 8 de enero de 2020        | 1.03                 |
| 11 | «Generational AF»  | Linda Mendoza              | Ellen Fairey                      | 15 de enero de 2020       | 1.01                 |
| 12 | «Permanent AF»     | Kimberly McCullough        | Joshua Allen                      | 22 de febrero de 2020     | 0.92                 |
| 13 | «Expectant»        | Randy Zisk                 | Annie Weisman & Michelle Lirtzman | 22 de febrero de 2020     | 0.82                 |

## Producción

### Desarrollo
El 16 de octubre de 2018, se anunció que Fox había encargado la producción para redactar un piloto basada en la serie de televisión australiana Sisters y que llevaría el mismo nombre. El piloto fue escrito por Annie Weisman, quien también se encargó de la producción ejecutiva junto a Jason Katims, Jeni Mulein, Imogen Banks, Sharon Levy y Leslye Headland (quién también ofició como directora). Las compañías de producción que participaron del piloto fueron Universal Television y Fox Entertainment Group. El 13 de febrero de 2019, la producción recibió oficialmente una orden piloto.
El 9 de mayo de 2019, se anunció que Fox había dado luz verde a la serie. Unos días después, se anunció que el título del programa había cambiado a Not Just Me. Un día después de eso, se anunció que la serie se estrenaría en el otoño de 2019 y se emitiría los miércoles a las 9:00 p. m. En junio de 2019, Fox cambió el título de Not Just Me a Almost Family. La serie debutará el 2 de octubre de 2019.

### Casting
En febrero de 2019, se anunció que Brittany Snow y Megalyn Echikunwoke habían sido elegidas para los papeles principales del piloto. En marzo del mismo año, se informó que Emily Osment y Victoria Cartagena se habían unido al elenco principal.

## Estreno
El 13 de mayo de 2019, Fox lanzó el primer tráiler oficial de la serie.

## Recepción

### Críticas
En Rotten Tomatoes la serie tiene un índice de aprobación del 24%, basado en 17 reseñas, con una calificación promedio de 4.26/10. El consenso crítico del sitio dice, «Un elenco atractivo no puede compensar la terrible premisa de Almost Family». En Metacritic, tiene puntaje promedio ponderado de 38 sobre 100, basada en 11 reseñas, lo que indica «criticas generalmente desfavorables».

### Audiencia
| N.º | Título             | Fecha de emisión        | ÍA/CP (18–49) | Audiencia (millones) | DVR (18–49) | Audiencia DVR (millones) | Total (18–49) | Audiencia total (millones) |
| --- | ------------------ | ----------------------- | ------------- | -------------------- | ----------- | ------------------------ | ------------- | -------------------------- |
| 1   | «Pilot»            | 2 de octubre de 2019    | 0.7/4         | 2.71                 | 0.3         | 1.21                     | 1.1           | 3.94                       |
| 2   | «Related AF»       | 9 de octubre de 2019    | 0.7/3         | 2.33                 | 0.3         | 1.00                     | 1.0           | 3.34                       |
| 3   | «Notorious AF»     | 16 de octubre de 2019   | 0.6/3         | 2.17                 | 0.3         | 0.93                     | 0.9           | 3.10                       |
| 4   | «Fake AF»          | 13 de noviembre de 2019 | 0.5/3         | 1.58                 | 0.2         | 0.77                     | 0.7           | 2.35                       |
| 5   | «Risky AF»         | 20 de noviembre de 2019 | 0.5/3         | 1.73                 | 0.2         | 0.68                     | 0.7           | 2.41                       |
| 6   | «Kosher AF»        | 27 de noviembre de 2019 | 0.3/2         | 1.32                 | 0.2         | 0.58                     | 0.5           | 1.90                       |
| 7   | «Thankful AF»      | 28 de noviembre de 2019 | 0.3/2         | 1.12                 | 0.2         | 0.60                     | 0.5           | 1.72                       |
| 8   | «Fertile AF»       | 11 de diciembre de 2019 | 0.6/3         | 2.08                 | 0.2         | 0.58                     | 0.8           | 2.66                       |
| 9   | «Rehabilitated AF» | 1 de enero de 2020      | 0.3/2         | 1.06                 | 0.2         | 0.60                     | 0.5           | 1.66                       |
| 10  | «Courageous AF»    | 8 de enero de 2020      | 0.3/2         | 1.03                 | —           | —                        | —             | —                          |
| 11  | «Generational AF»  | 15 de enero de 2020     | 0.3/2         | 1.01                 | —           | —                        | —             | —                          |
| 12  | «Permanent AF»     | 22 de febrero de 2020   | 0.3           | 0.92                 | —           | —                        | —             | —                          |
| 13  | «Expectant AF»     | 22 de febrero de 2020   | 0.2           | 0.82                 | —           | —                        | —             | —                          |